# Henri Joseph Marius Piérard
Henri Joseph Marius Piérard AA (* 21. Juni 1893 in Felenne; † 5. März 1975 in Löwen) war römisch-katholischer Bischof von Beni.

## Leben
Henri Joseph Marius Piérard trat der Ordensgemeinschaft der Assumptionisten bei und empfing am 26. Juli 1925 die Priesterweihe. Pius XI. ernannte ihn am 22. Juni 1934 zum Superior von Beni. Mit der Erhebung zum Apostolischen Vikariat am 14. Juni 1938 wurde er zum Apostolischen Vikar der Beni und Titularbischof von Andropolis ernannt.
Die Bischofsweihe spendete ihm der Apostolische Delegat in Belgisch-Kongo, Giovanni Battista Dellepiane, am 21. November desselben Jahres; Mitkonsekratoren waren Camille Verfaillie SCI, Apostolischer Vikar von Stanley Falls, und Alphonse Joseph Matthijsen MAfr, Apostolischer Vikar von Lac Albert.
Mit der Erhebung zum Bistum am 10. November 1959 wurde er zum Bischof von Beni ernannt. Nach dem Rücktritt als Bischof am 17. Mai 1966 ernannte ihn der Papst zum Titularbischof von Molicunza. Er nahm an allen Sitzungsperioden des Zweiten Vatikanischen Konzils teil. Am 27. April 1973 verzichtete er im Zuge der neuen Vergaberichtlinien der römischen Kurie auf seinen Titularbischofssitz.